# S'Illot des Renclí
S'Illot des Renclí és una platja del nord-oest d'Eivissa. Rep el seu nom de l'illot homònim que és divisa des d'aquest racó costaner.
El seu substrat és de sorra natural de gra gros i color torrat amb roques. El fons marí és de sorra i roques, la seva profunditat és reduïda en progressiu augment. La seva localització és a 5,5 km de Sant Joan de Labritja.
Aquesta platja gaudeix d'un ric ecosistema submarí i és un lloc excel·lent per practicar submarinisme. La platja té un petit grup de típiques casetes de varador en un extrem. Aquesta petita cala, està envoltada de suaus penya-segats.
Aquest litoral es caracteritza per estar més obert a la cala i per tenir unes dimensions petites. El seu talús es compon de daurada sorra de gra mitjà, envoltat de penya-segats rocosos, coronats amb muntanya baixa, i presenta un pendent escassa